# Bruce Russett
Bruce Martin Russett (* 26. Januar 1935 in North Adams, Massachusetts; † 22. September 2023) war ein US-amerikanischer Politikwissenschaftler.

## Leben
Russett studierte Politische Ökonomie am Williams College (Bachelor, 1956) und Volkswirtschaftslehre am King’s College in Cambridge (Diploma, 1957). Seinen Ph.D. machte er 1961 in Politikwissenschaft an der Yale University. Danach ging er an das Massachusetts Institute of Technology, wo er Professor wurde. Derzeit ist er Dean Acheson Professor für Politikwissenschaft und Professor für International and Area Studies an der Yale University. Von 1972 bis 2009 war er Editor des Journal of Conflict Resolution. Russett war Gastdozent an verschiedenen internationalen Universitäten (New York, Tel Aviv, Harvard, Brüssel, London etc.) Von 1983 bis 1984 war er Präsident der International Studies Association. Außerdem war er Fellow der American Academy of Arts and Sciences und Ehrendoktor der Universität Uppsala. Er erhielt mehrere Stipendien und schrieb zahlreiche Bücher.

## Veröffentlichungen (Auswahl)
- Bruce Russett: Grasping The Democratic Peace – Principles for a Post-Cold War World, Princeton University Press, Princeton, New Jersey 1993, ISBN 0-691-03346-3